# تلمبه احمد اسلامی
تلمبه احمد اسلامی، یک آبادی در دهستان استبرق از توابع بخش مرکزی شهرستان شهربابک در استان کرمان است.